# نغوغي وا ثيونغو
نغوغي وا ثيونغو (بالكيكويوئية: Ngũgĩ wa Thiong'o) أو جيمس نغوغي (05 يناير 1938 – 28 مايو 2025) هو كاتب كيني، كان يكتب بالإنجليزية، واتجه بعدها إلى الكتابة بلغته القومية (الكيكويو). كتب الرواية والمسرحية والقصة القصيرة، كما كتب مقالات أدبية واجتماعية، وكتب في أدب الطفل.
هاجر وا ثيونغو إلى الولايات المتحدة بعد تعرضه للسجن في بلاده ما يربو على العام، حيث عمل بالتدريس في جامعة ييل بضع سنين، ثم عمل أستاذًا للأدب المقارن وأستاذًا لدراسات الأداء في جامعة نيويورك، وأستاذًا بجامعة كاليفورنيا في إرفاين، ومديرًا للمركز الدولي للكتابة والترجمة بالجامعة.

## من أعماله
- لا تبكِ أيها الطفل (روايته الأولى، 1964)
- حبة حنطة (1967)
- بتلات الدم (1977)
- شيطان على الصليب (1982)

## التكريم والجوائز
- جائزة لوتس للأدب (1973).[7]
- جائزة بارك كيونغ-ني (2016).[8]
- وصل إلى القائمة القصيرة لجائزة مان بوكر الدولية سنة 2009.[9][10]
- ظهر اسم نغوغي وا ثيونغو عدة مرات في قوائم المرشحين لجائزة نوبل في الآداب.[11][12][13]

## روابط خارجية
- نغوغي وا ثيونغو على موقع IMDb (الإنجليزية)
- نغوغي وا ثيونغو على موقع الموسوعة البريطانية (الإنجليزية)
- نغوغي وا ثيونغو على موقع مونزينجر (الألمانية)
- نغوغي وا ثيونغو على موقع قاعدة بيانات الفيلم (الإنجليزية)